# Peter Bohinjec
Peter Bohinjec (ur. 21 lutego 1864 w Visoko, zm. 14. listopada 1919 w Spodnjim Duplju lub Lublanie) – słoweński rzymskokatolicki duchowny, poeta, dramatopisarz, publicysta i pisarz.

## Młodość i edukacja
Peter Bohinjec urodził się we wsi Visoko niedaleko Kranja w pobożnej rodzinie chłopskiej. Uczęszczał do gimnazjum w Lublanie. Jego szkolnymi kolegami byli poeta i pisarz Fran Gestrin oraz socjolog i teolog Janez Evangelist Krek. Po ukończeniu szkoły zdecydował się wstąpić do seminarium duchownego. W czasie studiów zaczął pisać swoje pierwsze utwory, które publikował w najrozmaitszych czasopismach m.in.: Škrat, Rogač, Vrtec, Ljubljanski zvon czy Dom in svet. Święcenia kapłańskie przyjął w roku 1888, w tym samym roku zaczął pełnić posługę kapłańską we wsi Srednja vas v Bohinju.

## Ksiądz i pisarz
W Srednji Vasi v Bohinju przebywał tylko trzy miesiące, potem pomagał przy prowadzeniu parafii w Dobrepolju. Tam zaprzyjaźnił się z nauczycielem i pisarzem Franom Jakličem oraz zaczął pisać do czasopisma Slovenec. Następną przystanią na jego drodze była Vrhnika, gdzie pracował trzy i pół roku. W tym okresie pełnił funkcję administratora diecezjalnego. Następnie jako wikary pełnił posługę w Trnju.
Podczas służby w Šentpetru na Krasu (dzisiejsza Pivka) również zajmował się dziennikarstwem, był redaktorem czasopisma „Domoljub”. Wkrótce uzyskał posadę proboszcza Horjula, gdzie skupił się na rozwiązywaniu problemów socjalnych w parafii. Po pięciu latach pracę kontynuował w Škocjanie przy Mokronogu. W Škocjanie pozostał przez dziesięć lat, poświęcając się kapłaństwu, polityce, niesieniu pomocy potrzebującym, przez co pisarstwo zeszło na drugi tor. Pod koniec swojego pobyt we wsi wydał wspomnienia o parafianach zatytułowane Zgodbe fare Škocjan. Ostatnim punktem w jego posłudze było Duplje, gdzie oprócz duszpasterstwa i zajmował się pisaniem. Publikował w gazetach: Gorjenec, Mentor, Dom i svet.

## Twórczość
Peter Bohinjec swoją drogę literacką rozpoczął od pisania przypowieści, które były publikowane w „Ljubljanskim zvonie” (Sirota Jerica, Vragotov študent). W latach 90. był czołowym autorem w katolicko ukierunkowanej gazecie „Dom i Svet”.
Bohinjec był płodnym i wszechstronnym pisarzem. Na swoim koncie obok utworów rozgrywających się w środowisku wiejskim (Jarem pregrehe, Na nepritrjenih mostnicah, Kovač in njegov sin, Večernice, Kako je Svedrc zadrugo osnoval i inne) ma kilka opowiadań historycznych (Najmlajši mojster, Zadnji gospod Kamenski, Za staro pravdo). Jego fascynacja historią zaowocowała wydaniem biografii jednego z pierwszych słoweńskich poetów Valentina Vodnika pt. Valentin Vodnik, prvi slov. pesnik.

## Motywy związane z kulturą polską w prozie Bohinjca

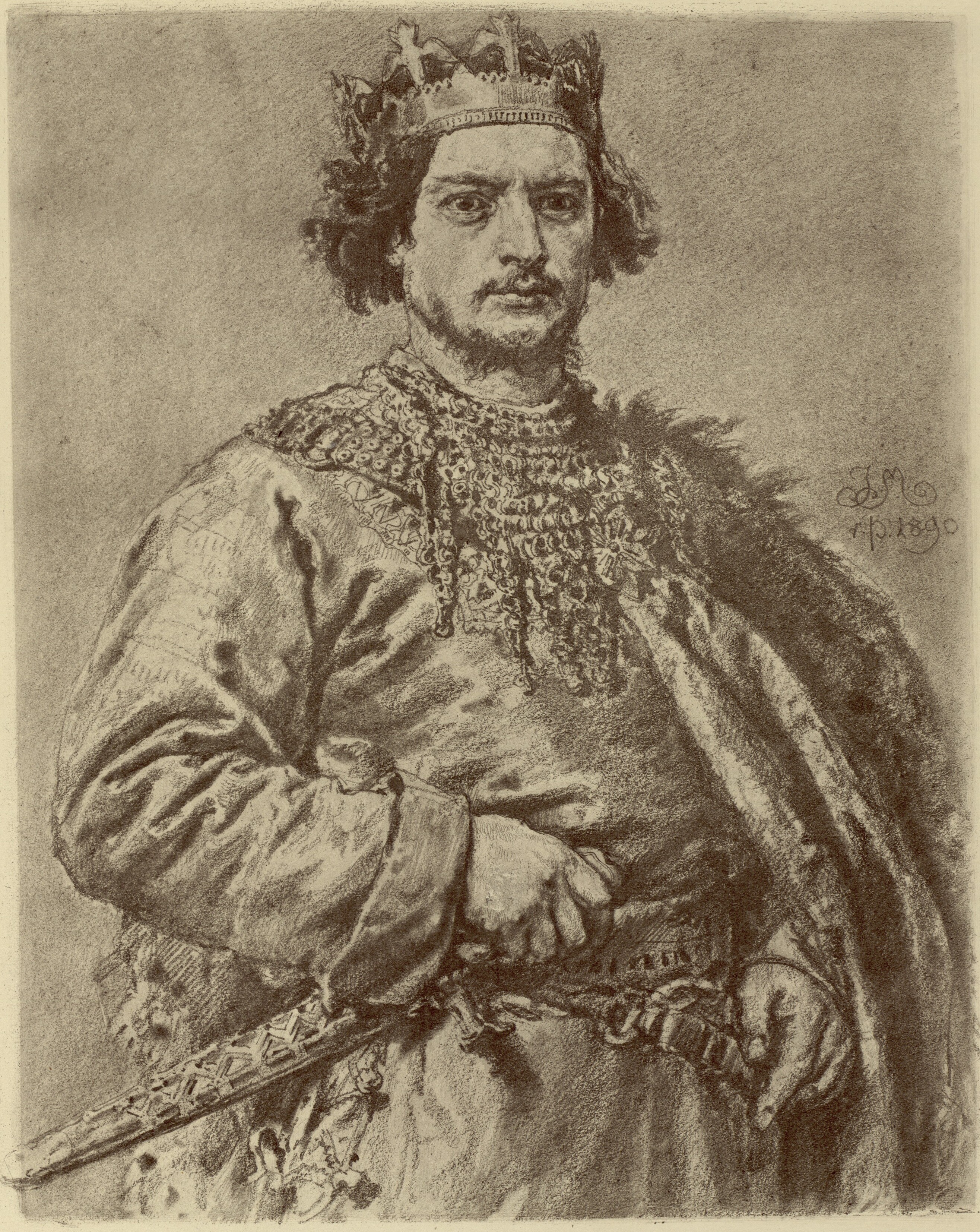
Wizerunek władcy dzieła Jana Matejki

Fabularyzowany historiograficzny utwór Svetobor, osadzony w czasach XI-wiecznej Karyntii, przedstawia intronizację książąt karantańskich oraz bój protagonisty o prawo do liturgii w języku słowiańskim. Bohinjec wprowadził również drugoplanowy wątek związany z postacią Bolesława Śmiałego. Król po skazaniu na śmierć biskupa krakowskiego Stanisława i okryciu się niesławą w Polsce, zdecydował się spędzić resztę życia jako milczący mnich w samotni na wyspie na Jezioru Ossiach w Karyntii. Z osobą pustelnika związany jest los młodej i pięknej Dražny nieposiadającej wiedzy o swoim pochodzeniu. Dzięki splotowi okoliczności oraz pomocy Svetobora bohaterka w czasie konfrontacji z pustelnikiem, dowiaduje się, że jest jego córką.
Petra Bohinjca do wprowadzenia postaci polskiego monarchy do utworu mogła zainspirować znajdująca się na cmentarzu Benedyktynów w miejscowości Ossiach płyta nagrobna z epitafium: Rex Boleslaus Polonie occisor sancti Stanislai Epi Cracoviensis (Bolesław król Polski, zabójca świętego Stanisława, biskupa krakowskiego). Płyta i grób, znajdujący się w łukowo sklepionej przypodłogowej niszy wewnątrz przycmentarnego kościoła z napisem: Boleslaus Rex Poloniae, przyczyniły się do powstania dotąd niepotwierdzonej hipotezy, iż Bolesław II Szczodry (Śmiały) spędził resztę swoich lat właśnie w tym miejscu.

## Spis utworów
Proza:
- Mladi dnevi, (rok nieznany)
- Zgodbe fare Škocijan pri Dobrovah, (1911)
- Petra Bohinjca izbrani spisi, (1912)
- Za poklicem, (1912)
- Zadnja luteranka, (1915)

Opowiadania:
- Jarem pregreh, (1895)
- Za staro pravdo, (1901)
- Na nepritrjenih mostnicah, (1903)
- Kovač in njegov sin, (1907)
- Glagoljaš Štipko, (1912)
- Svetobor, (1917)
- Pod krivo jelko, (1923)